# Taras Bulba (1962)
Taras Bulba ist ein US-amerikanischer Abenteuerfilm von J. Lee Thompson aus dem Jahr 1962 mit Yul Brynner in der Titelrolle. Das Drehbuch basiert auf der gleichnamigen Erzählung des russischen Schriftstellers Nikolai Gogol.

## Handlung
Nach jahrzehntelangem Kampf um die Ukraine schafft es 1550 die polnische Armee, mit der Hilfe der Kosaken die Türken zu schlagen. Kosakenanführer Taras Bulba wird von den Polen zu einem Siegesbankett eingeladen. Doch die Kosaken werden betrogen und müssen in die Steppe fliehen.
Andrei und Ostap, die Söhne von Taras Bulba, sollen nach Kiew reisen, um als Studenten von den Polen zu lernen. Andrei verliebt sich in die adlige Natalia, wird aber von ihr wegen seines niedrigen Standes abgewiesen. Nachdem Andrei und Ostap in einen Kampf mit Natalias Bruder geraten, bei dem dieser stirbt, reisen sie zurück in ihre Heimat. Andrei erkennt, dass die Kosaken-Armee groß genug ist, um die Polen bei der Ortschaft Dubno angreifen zu können.
Taras lässt Dubno belagern, was in der Stadt zu Krankheitsausbrüchen und Hunger führt. Andrei erfährt, dass Natalia in Dubno ist, und schleicht in die belagerte Stadt. Beim Versuch, Natalia zu befreien, wird er gefangen genommen. Er willigt ein, das Kosakenlager zur Erbeutung von Nahrung anzugreifen, um damit Natalias Tod auf dem Scheiterhaufen zu verhindern. Der Angriff gelingt, Andrei kann Natalia retten. Doch er wird von seinem Vater als Verräter erschossen. Erst als dieser sieht, wie Natalia über Andreis Leiche weint, fühlt auch er Trauer in sich aufsteigen.

## Hintergrund
Der Film wurde am 21. November 1962 in Frankreich uraufgeführt. In den USA erschien er am 19. Dezember des gleichen Jahres, in Deutschland zwei Tage später. Finanziell war der Film nicht erfolgreich. Das Budget betrug ca. sieben Millionen US-Dollar. In den USA spielte der Film lediglich vier Millionen US-Dollar wieder ein.
Für die Rolle des Andrei war zunächst Burt Lancaster vorgesehen. Nachdem er jedoch abgelehnt hatte, wurde Tony Curtis verpflichtet. Für Yul Brynner, der die Titelrolle spielte, war das ein schwerer Schlag, da er nun nicht als erster Darsteller genannt wurde. Gedreht wurde in der Nähe der argentinischen Stadt Salta. Bei den Dreharbeiten lernte Tony Curtis die junge Schauspielerin Christine Kaufmann näher kennen, die er später heiratete.
Gogols Erzählung wurde mehrmals verfilmt. 1924 drehten Vladimir Strizhevsky und Joseph N. Ermolieff eine deutsche Version. Eine französisch-britische Produktion mit Harry Baur in der Titelrolle unter der Regie von Alexis Granowsky wurde 1936 gedreht. Zwei Jahre später folgte die Fortsetzung The Barbarian and the Lady. 2009 schließlich verfilmte Wladimir Bortko die Erzählung mit Bogdan Stupka.

## Kritiken
Für das Lexikon des internationalen Films war Tara Bulba ein „aufwändiges Kolossalgemälde einer heldischen Zeit, das Barbarismus und Verworrenheit, Banalität und Pathos oberflächlich effektvoll verbindet“ und dabei „eindrucksvoll in den Massenszenen“ sei. Die Filmzeitschrift Cinema bezeichnete das „Monumentalabenteur“ als „prunkvolles, pralles Historiendrama“.
Variety bescheinigte dem Film in den Kampf- und Landschaftsszenen Prunk und Herrlichkeit. Die Kraft dieser Bilder helfe dem Film aber nicht über den „Wischi-Waschi-Subplot“ hinweg. Zudem agiere der ansonsten talentierte Curtis uninspiriert.

## Auszeichnungen
Der Film erhielt 1963 zwei Nominierungen. Franz Waxman wurde für den Oscar in der Kategorie Beste Filmmusik und für den Golden Globe in der gleichen Kategorie nominiert.